# Polychrónis Tzortzákis
Polychrónis Tzortzákis (en griego: Πολυχρόνης Τζωρτζάκης; La Canea, 3 de enero de 1989) es un ciclista griego.

## Palmarés

### Pista
| 2008 - Campeonato de Grecia en Madison 2009 - Campeonato de Grecia en Madison 2010 - Campeonato de Grecia en Madison - Campeonato de Grecia Persecución por equipos | 2011 - Campeonato de Grecia en Madison - Campeonato de Grecia Persecución 2012 - Campeonato de Grecia en Madison |

### Ruta
| 2010 - 2.º en el Campeonato de Grecia en Ruta 2011 - 3.º en el Campeonato de Grecia en Ruta 2012 - 2.º en el Campeonato de Grecia Contrarreloj 2013 - 3.º en el Campeonato de Grecia Contrarreloj 2014 - Campeonato de Grecia Contrarreloj 2015 - Campeonato de Grecia en Ruta 2016 - 2.º en el Campeonato de Grecia en Ruta - 2.º en el Campeonato de Grecia Contrarreloj 2017 - Campeonato de Grecia Contrarreloj - 3.º en el Campeonato de Grecia en Ruta 2018 - 2.º en el Campeonato de Grecia Contrarreloj - Campeonato de Grecia en Ruta | 2019 - Tour de Egipto, más 1 etapa - 2 etapas de la Vuelta a Marruecos - Campeonato de Grecia Contrarreloj - 2.º en el Campeonato de Grecia en Ruta - In The Steps of Romans, más 1 etapa 2020 - Campeonato de Grecia Contrarreloj - 3.º en el Campeonato de Grecia en Ruta 2021 - Campeonato de Grecia Contrarreloj - 2 etapas del Tour de Guadalupe 2022 - 3.º en el Campeonato de Grecia en Ruta 2023 - Syedra Ancient City - 1 etapa del Tour de Albania - 2.º en el Campeonato de Grecia Contrarreloj 2024 - Campeonato de Grecia Contrarreloj |

## Resultados en Campeonatos del Mundo
Durante su carrera deportiva ha conseguido los siguientes puestos en los Campeonatos del Mundo en carretera:
| Carrera              | Carrera              | 2010 | 2011 | 2012 | 2013 | 2014 | 2015 | 2016 | 2017 | 2018 | 2019 | 2020 | 2021 | 2022 | 2023 | 2024 |
| -------------------- | -------------------- | ---- | ---- | ---- | ---- | ---- | ---- | ---- | ---- | ---- | ---- | ---- | ---- | ---- | ---- | ---- |
| Mundial en Ruta      | Mundial en Ruta      | —    | —    | —    | —    | —    | Ab.  | —    | —    | —    | Ab.  | Ab.  | Ab.  | —    | —    | —    |
| Mundial Contrarreloj | Mundial Contrarreloj | —    | —    | —    | —    | —    | 55.º | 53.º | —    | —    | —    | 42.º | —    | —    | —    | —    |

—: no participa

Ab.: abandono